# Малые Кураты
Ма́лые Кураты́ (кабард.-черк. Къурэты цӏыкӏу) — река в республике Кабардино-Балкария. Протекает по территории Зольского района. Устье реки находится в 138 км по правому берегу реки Малка. Длина реки составляет 11 км, площадь водосборного бассейна 27,9 км².

## Данные водного реестра
По данным государственного водного реестра России относится к Западно-Каспийскому бассейновому округу, водохозяйственный участок реки — Малка от истока до Кура-Марьинского канала. Речной бассейн реки — Реки бассейна Каспийского моря междуречья Терека и Волги.
Код объекта в государственном водном реестре — 07020000512108200004200.